# بطولة إفريقيا لكرة اليد للرجال 2018
بطولة أفريقيا لكرة اليد للرجال 2018 هي النسخة الثالثة والعشرين من البطولة، والتي تستضيفها الغابون، وتعد مؤهلة لبطولة العالم لكرة اليد رجال 2019، بحيث تتأهل المنتخبات المحتلة للمراكز الثلاث الأولى.

## الترتيب النهائي
|     | تونس   |
|     | ‍       |
| مصر |        |
| ‍    | انغولا |
| ‍    | ‍       |

| الفائز بكأس أمم إفريقيا لكرة اليد — 2018 |
| ---------------------------------------- |
| منتخب تونس لكرة اليد عاشر لقب            |

## وصلات خارجية
- الاتحاد الإفريقي لكرة اليد (بالإنجليزية) (بالفرنسية)